# El monstruo de Frinkestein
«El monstruo de Frinkestein» —título original: «Frinkenstein's Monster»—  es el undécimo episodio de la trigésimo quinta temporada de la serie de televisión animada estadounidense Los Simpson, y el 761 en total. Se emitió en los Estados Unidos en Fox el 18 de febrero de 2024. El episodio fue dirigido por Steven Dean Moore y escrito por Joel H. Cohen.
En este episodio, Homer consigue un nuevo trabajo haciendo trampas durante la entrevista, pero la mujer a la que venció por el trabajo empieza a sospechar de él. Amanda Seyfried interpretó a la Dra. Spivak. El episodio recibió críticas mixtas.

## Trama
En el pasado, un ambicioso Homer intenta ascender a la dirección de la central eléctrica. Sin embargo, en el presente, Homer se ha vuelto perezoso y sale temprano del trabajo para ir a la taberna de Moe. En el bar, Homer ve al profesor Frink, quien le dice que no ha triunfado en la vida. Homer recibe una llamada de Onni Korhonen, el propietario de otra central nuclear, y le ofrece una entrevista de trabajo. Temiendo fracasar, Homer pide ayuda a Frink. Homer interrumpe accidentalmente una entrevista de vídeo con otro candidato, el Dr. Spivak. Asumiendo que Homer fracasará, Onni le pide a Spivak que se marche para poder entrevistar rápidamente a Homer, pero éste queda impresionado con Homer, que está siendo ayudado en secreto por Frink. Tras conseguir el trabajo, Homer le pide a Frink que siga ayudándole en su nuevo empleo. Mientras tanto, Spivak se enfada cuando se entera de que ha sido rechazada para el trabajo.
Frink le da a Homer unas gafas y un aparato de escucha para que pueda ayudarle en su nuevo trabajo. Onni dice que ha contratado a Spivak como ayudante de Homer. Spivak sigue enfadado y empieza a sospechar cuando Homer se comporta tontamente al hacer cualquier cosa que no esté relacionada con el trabajo. En casa, Marge disfruta de las ventajas del nuevo trabajo de Homer mientras Lisa cuestiona la competencia de Homer. Spivak se entera por Lenny y Carl del rendimiento de Homer en su antiguo trabajo y encuentra el dispositivo de escucha de Homer. Le dice a Frink que él ayudó a Homer a robarle el trabajo, lo que hace que Frink se sienta culpable.
Frink le dice a Homer que no le ayudará más. Onni invita a Homer y a Marge a esquiar. Onni le hace una pregunta de trabajo a Homer, pero éste no puede responder. Mientras Homer y Marge suben al telesilla, Spivak se une a ellos y le cuenta a Marge que Homer le ha engañado. Marge le dice a Homer que se lo confiese a Onni. En la cima de la montaña, Homer admite que le engañó y deja su trabajo. Vuelve a su antiguo trabajo en la Central Nuclear de Springfield.

## Producción
Amanda Seyfried interpreta a la Dra. Spivak.

## Recepción

### Audiencia
El episodio obtuvo una audiencia de 0,18 con 0,76 millones de espectadores, siendo el programa más visto de Fox esa noche.

### Respuesta de la crítica
John Schwarz de Bubbleblabber dio al episodio un 7,5 sobre 10. Pensó que el episodio repite la premisa de Homer consiguiendo un trabajo para el que no está cualificado, pero disfrutó con los acontecimientos que llevan a la misma conclusión. También destacó la actuación de Amanda Seyfried.  Mike Celestino de Laughing Place pensó que el episodio tenía algunos gags divertidos, pero que era una repetición de episodios anteriores. También le decepcionó que no se desarrollara el personaje del Profesor Frink..